# Bronzes de Riace
Les guerriers ou bronzes de Riace sont deux sculptures grecques en bronze datées du Ve siècle av. J.-C. (vers 460 pour le guerrier A et vers 430 pour le guerrier B) et conservées au musée national de Reggio de Calabre. Un peu plus grands que nature (1,98 mètre de haut pour le guerrier A, 1,99 mètre pour le guerrier B), ils furent découverts en 1972 au large de Riace, en Calabre, probablement sur les lieux d'un naufrage dans l'Antiquité. Ils comptent parmi les très rares bronzes grecs de grande taille encore conservés dans leur intégralité, comme l'aurige de Delphes et le dieu de l'Artémision.

## Découverte
Stefano Mariottini, un chimiste venu de Rome, découvrit les statues en août 1972 lors de séances de plongée à la fin de vacances à Monasterace. Il évoluait à quelque 200 mètres de la côte de Riace, à six ou huit mètres de profondeur lorsqu'il remarqua le bras gauche d'une des statues émergeant du sable. Il crut tout d'abord être tombé sur les restes d'un cadavre mais lorsqu'il toucha le bras, réalisa que celui-ci était en bronze. Il commença alors à déblayer le sable tout autour de la statue. Plus tard, il remarqua la présence d'une autre statue de bronze, à proximité et décida d'appeler la police.  Une semaine plus tard, le 21 août, cette deuxième statue fut tirée de l'eau, et deux jours plus tard ce fut le tour de la première. Aucune épave de navire pouvant avoir quelque lien avec ces statues n'a été découverte à proximité mais dans les parages de cette côte sédimentaire, des restes de constructions ont été repérés.

## Description et datation
Les deux guerriers sont des hommes nus, debout et barbus. Ils sont dans une posture de contrapposto, et montrent bien son évolution : alors que le torse du guerrier A est encore vertical malgré son appui sur une seule jambe, celui du guerrier B se courbe, la ligne des épaules s'opposant à celle des hanches. Cette différence permet d'affirmer que les deux sculptures ne sont pas contemporaines : le guerrier A, qui peut être par exemple rapproché du petit Éphèbe de David-Weill (v. 470 av. J.-C., musée du Louvre), est datable de 460 av. J.-C., soit environ vingt ou trente ans avant le guerrier B, plus proche des œuvres de Polyclète (Diadumène, Doryphore).
En fonction de leurs techniques de fusion on a pu déceler que les deux statues ont été réalisées en Grèce antique, en Attique pour le bronze A et en Argolide pour le bronze B.

## Technique
Les deux guerriers sont des témoins de l'évolution qui a lieu dans les techniques de bronze dès la fin du VIe siècle av. J.-C. : ils sont réalisés selon la technique de la fonte à la cire perdue sur négatif, technique qui permet de conserver le modèle et le moule, et d'obtenir une épaisseur de bronze plus régulière.

### Le guerrier A
Chez le guerrier A, on note des joints de soudure au niveau du cou, sous les épaules, aux poignets, à mi-pied et pour les orteils médians. Le corps en lui-même a été fondu d'un seul jet.
La chevelure, extrêmement plastique et ample, n'est constituée que de mèches fondues à part (à la cire perdue sur positif) et rapportées par soudure. Il semble donc que le fondeur, qui devait également être le sculpteur, ait utilisé un modèle auxiliaire pour prendre l'empreinte du corps sans les cheveux, puis ait façonné les mèches et les ait ajustées au modèle principal avant de les découper pour les fondre.
Comme dans le cas du dieu de l'Artémision, les soudures, au niveau des poignets, des épaules et de l'orteil médian tout au moins, ont été réalisées en cuvette. Pour cela, le bronzier a creusé à la limite de chaque partie à assembler une demi-cuvette, où il a ensuite coulé du bronze. Cette technique, qui augmente la surface de contact, permet également de disposer avec les cuvettes d'un réservoir à chaleur et ainsi, de mieux chauffer les deux pièces à assembler.
L'armature en fer de la statue dépasse du pied, et servait à la fixer sur sa base en pierre. Du plomb a été introduit dans la cavité pour la maintenir.
Le traitement du visage du guerrier A dénote une recherche de polychromie et un grand raffinement technique. On trouve ainsi pour les lèvres des incrustations d'un alliage riche en cuivre, donc très rouge et laissé brut de coulée, sans polissage, tandis que sur les dents est déposée une feuille d'argent. Les lèvres sont elles-mêmes recouvertes des poils de la moustache en bronze. Il a donc fallu tout d'abord modeler la tête imberbe en cire, en ôter la bouche, la fondre puis la réinsérer dans le modèle, avant de disposer les poils de la moustache et la barbe au-dessus. Plusieurs exemples de couches, retrouvées à Olympie, montrent que cette pratique d'incrustation était relativement fréquente.
Les globes oculaires du guerrier A sont en ivoire, recreusé pour y introduire l'iris (disparu), qui disposait sans doute lui-même d'une cavité pour la pupille.

## Essais de reconstitution

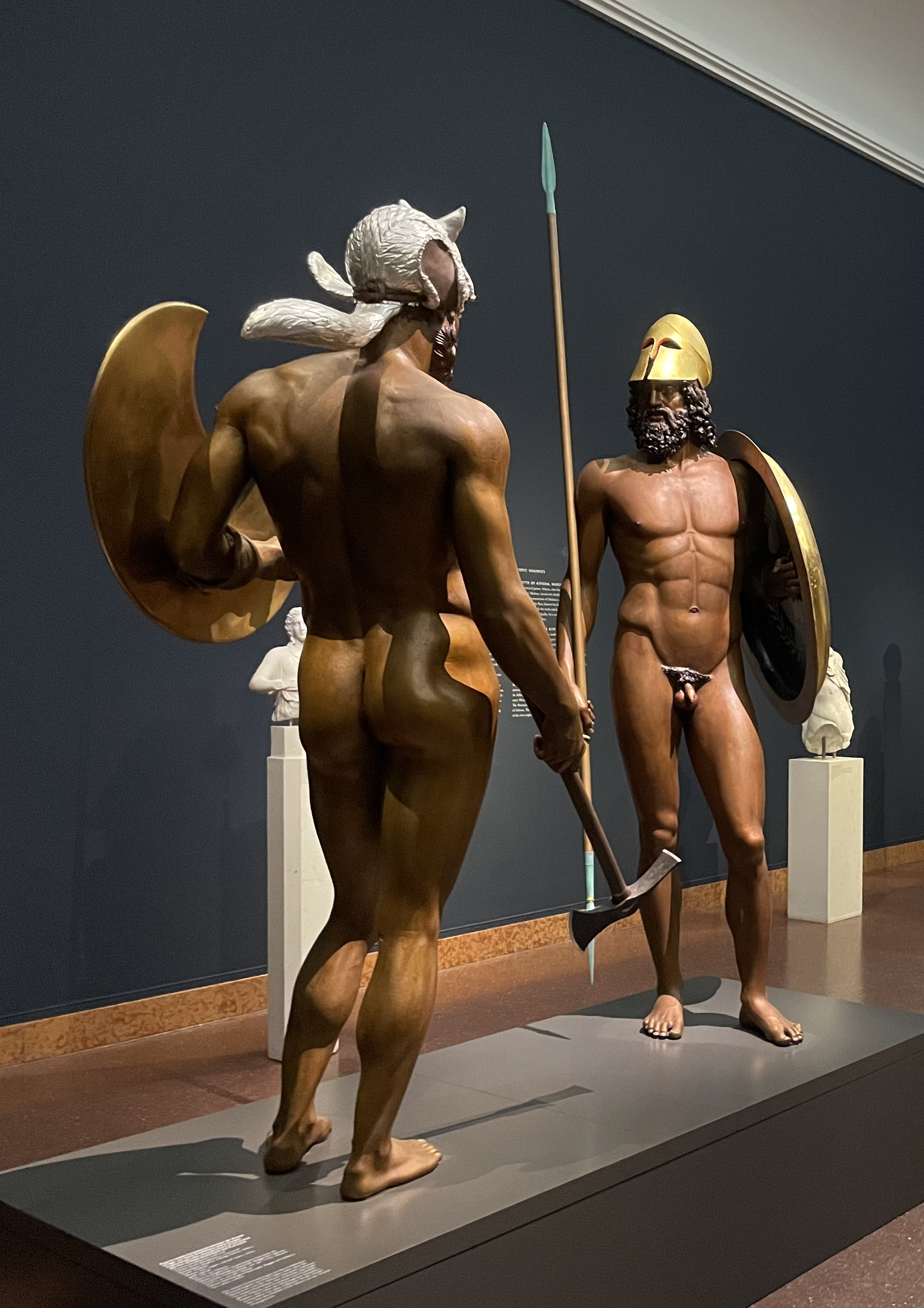
Reconstitution expérimentale des guerriers de bronze de Riace comme Erechthée et Eumolpos (Liebieghaus Polychromy Research Project, Vinzenz Brinkmann, Ulrike Koch-Brinkmann)

Le Projet de recherche sur la polychromie Liebieghaus de Francfort a communiqué, en 2019, dans la revue scientifique Techne, les résultats de ses recherches sur les bronzes de Riace, dans deux copies tridimensionnelles en bronze à l'échelle 1 et dans leurs images 3D, virtuelles. 
La restitution des éléments aujourd'hui disparus est proposée par les chercheurs. Ainsi le bronze Riace A n'avait sans doute mis un casque dit « corinthien » sur son crâne que dans une pose relâchée, rejetée en arrière. De plus, en raison de la position du bras gauche et de la forme de la main droite, non seulement les boucliers (bouclier rond pour Riace A, pelta pour Riace B), mais aussi les armes (Riace A : lance, Riace B : hache de combat) ont pu être restitués selon un axe probable. Les visages ont pu retrouver, dans cette simulation, les éléments partiellement disparus dans les yeux. Les lèvres, les dents et les pointes des seins ont retrouvé l'intégralité de leurs métaux colorés, reluisants.
Pour la récupération du couvre-chef perdu de Riace B, la situation initiale était beaucoup plus complexe. Cependant, les traces matérielles, les détails techniques – après un examen détaillé – ont eu une grande importance. L'expérience montrait que l'ajout d'un bonnet en peau de renard pouvait expliquer toutes les caractéristiques techniques sur le front, le haut et le dos de la statue de Riace B. Les bonnets en fourrure de renard sont le couvre-chef typique des Thraces vivant dans le nord de la Grèce. Dans l'art grec, les membres de cette immense ethnie se caractérisent par ces alopekis, mais aussi par des manteaux courts et des embades (bottes de fourrure). De temps en temps, par exemple sur la frise du Parthénon, des citoyens athéniens apparaissent également habillés en costume thrace.
La forme conique non naturelle de la partie supérieure du crâne aura été utilisée pour ajuster le bonnet du capuchon en peau de renard. Ce dispositif pouvait également imiter le caractère souple du capuchon en métal. Quelques éléments qui subsistent encore, la limite entre partie "finie" et partie laissée inachevée, trouvent une justification dans cette solution du bonnet-capuchon thrace qui s'adapterait parfaitement ici. L'indice le plus pertinent consistant en une feuille de bronze soudée à la nuque. À en juger par l'aspect inachevé de sa surface, elle n'était pas destinée à être vue, et plus tard elle aura été partiellement arrachée.
D'après Vinzenz Brinkmann (de) et Ulrike Koch-Brinkmann (de) : « Riace B doit donc être interprété comme un héros thrace de la mythologie grecque à cause de son bonnet en peau de renard et sa nudité. Puisqu'il a été représenté comme étant en lutte avec un héros grec (Riace A avec un casque grec), il ne peut s'agir que du roi thrace Eumolpos, fils de Poséidon et fondateur des Mystères d'Éleusis, qui a été vaincu dans le combat qui l'opposait au roi athénien Erechthée. Tous les autres hommes thraces de la mythologie antique sont exclus, car ils ne sont jamais représentés dans une bataille ouverte avec un héros grec. Or Pausanias nous apprend qu'un groupe de sculptures représentant Érechthée et Eumolpos, juste avant leur bataille, avait été placé sur l'Acropole d'Athènes. Nos recherches nous amènent à la conclusion convaincante que les originaux de ce groupe ont été conservés dans les deux guerriers de bronze de Riace. »
Concernant l'aspect de la peau, des traces nombreuses de sulfures sur d'autres bronzes antiques ont laissé supposer la possibilité d'une patine contenant ce produit, avant qu'ils ne soient enduit plusieurs fois d'une fine solution de vernis à base d'asphalte, d'huile de lin et de garance. Après quoi le bronze prend une teinte un peu sombre ; une couleur de peau d'homme blanc exposée au soleil, bronzée. L'usage d'une patine aura semblé nécessaire dans l'Antiquité, car un bronze soumis aux intempéries s'oxyde très rapidement. 
D'autre part, les bronziers de l'antiquité ont exploré des techniques propres à rivaliser par la couleur avec celles manipulées par les peintres. Ici, pour prendre un exemple qui subsiste aujourd'hui, la couleur de la peau se distingue de celle de la moustache du guerrier A par un alliage cuivreux plus riche en étain.